# Mohanyal
Mohanyal (nep. मोहनयाल) – gaun wikas samiti w zachodniej części Nepalu w strefie Seti w dystrykcie Kailali. Według nepalskiego spisu powszechnego z 2001 roku liczył on 732 gospodarstw domowych i 4383 mieszkańców (2207 kobiet i 2176 mężczyzn).